# Ivar Högbom
Ivar Högbom, född 26 september 1892 i Stockholm, död 15 juni 1962 i Kungsholms församling i Stockholm, var en svensk geolog, ekonomisk geograf och handelshögskolerektor. 
Han var son till professor Arvid Högbom och Henny Bexelius.

## Verksamhet
Högbom avlade studentexamen vid Uppsala enskilda läroverk 1911, och påbörjade studier vid Uppsala universitet samma år. Han disputerade 1923 med doktorsavhandlingen Ancient inland dunes of Northern and Middle Europe. Åren 1925–1927 var han dekanus för den naturvetenskapliga fakulteten vid Kairos universitet. 
Högbom sammanställde uppslagsverket Svenskar i utlandet: Biografisk uppgifter som utkom i sin första upplaga 1929 och beskrevs som ett "pionjärarbete" som bedömdes kunna "åstadkomma ett nät av värdefulla förbindelser över hela jorden, som bör kunna bli av stor betydelse för spridandet av svensk kultur och stödjande av svensk export och rederirörelse".
Han var 1935–1958 professor i ekonomisk geografi vid Handelshögskolan i Stockholm, och var 1936–1957 Handelshögskolan i Stockholms tredje rektor. Genom sin tjänst som rektor var Högbom ex officio, genom sitt ämbete, garanterad en plats i Handelshögskolan i Stockholms direktion, högskolans högsta verkställande organ. 
Han invaldes 1942 som ledamot av Kungliga Ingenjörsvetenskapsakademien och blev 1946 korresponderande ledamot av Kungliga Örlogsmannasällskapet. Ivar Högbom är begravd på Uppsala gamla kyrkogård.
Ivar Högboms hustru Birgits syster Evy var gift med Bertil Ohlin.